# Либерти (Техас)
Ли́берти (англ. Liberty) — город в США, расположенный в юго-восточной части штата Техас, административный центр одноимённого округа. По данным переписи за 2010 год число жителей составляло 8397 человек, по оценке Бюро переписи США в 2016 году в городе проживало 9175 человек.

## История
В районе нынешнего года до его постройки располагались испанское поселение Атаскосито, основанное в 1756 году, и французская колония Шам-д'Азиль, основанная в 1818 году. Первые американцы в регионе появились в 1818 году. Они подали петицию за включение их поселения в колонию Стивена Остина, однако она не была одобрена. 5 мая 1831 года мексиканское правительство выделило 36 грантов на создание поселения Вилла-де-ла-Сантисима-Тринидад-де-ла-Либертад. Алькальдом был назначен Хью Джонстон, после чего название города было сокращено до Либерти, в честь одноимённого поселения в Миссисипи. В 1836 году в городе было открыто почтовое отделение, город стал крупным транспортным центром для ферм, находившихся вдоль реки Тринити. С 1830-х по 1850-е годы в поселении работал юристом Сэм Хьюстон, в его владении, вплоть до смерти, находилось две плантации в округе. В ходе Техасской революции в городе располагались пленённые во время битвы при Сан-Хасинто.
В 1837 году город получил устав, началось формирование органов местного управления, а также Либерти был выбран административным центром. Город стал важным портовым центром, было налажено водное сообщение с Галвестоном, работала паромная переправа через Тринити. В 1838 году в Либерти была открыта школа. В 1855 году вышла первая газета, Liberty Gazette. В 1858 году открылись женская семинария и совместная мужская и женская школа, в 1859 открыта академия для девушек Ursuline convent academy. Также в 1858 году в Либерти была проведена железная дорога Texas and New Orleans Railroad в 1866 и 1867 году город пережил эпидемии оспы и жёлтой лихорадки. К 1880-у году в городе было четыре церкви, три школы и гостиница. В 1903 году в соседнем округе Хардин была обнаружена нефть. Либерти стал процветать, поскольку являлся ближайшим городом, в который была проведена железная дорога. К 1910 году в городе работали три хлопкоочистительные машины, мельница, табачная фабрика, основным выращиваемым продуктом был хлопок. В 1925 году неподалёку от города было открыто нефтяное месторождение South Liberty oilfield.
Работы по расширению русла реки Тринити продолжались с 1852 по 1940 годы, после чего город стал принимать баржи из Хьюстонского канала. Во время второй мировой войны в городе располагался лагерь немецких военнопленных. В 1950 году в городе работали завод по производству фанеры, консервный завод, коммерческая типография и завод по производству льда, в 1960-х открылась фабрика, производящая компоненты для инсектицидов, в 1970-х в городе располагались офисы семидесяти нефтяных компаний. В 1977 году был открыт исследовательский центр и региональная библиотека Сэма Хьюстона.

## География
Либерти находится в южной части округа, его координаты: 30°02′56″ с. ш. 94°47′29″ з. д..
Согласно данным бюро переписи США, площадь города составляет около 107 км2, из которых примерно 105,2 км2 занято сушей, а менее 1,9 км2 — водная поверхность.

### Климат
Согласно классификации климатов Кёппена, в Либерти преобладает влажный субтропический климат (Cfa).
| Показатель                    | Янв. | Фев. | Март | Апр. | Май | Июнь | Июль | Авг. | Сен. | Окт. | Нояб. | Дек. | Год  |
| ----------------------------- | ---- | ---- | ---- | ---- | --- | ---- | ---- | ---- | ---- | ---- | ----- | ---- | ---- |
| Абсолютный максимум, °C       | 30   | 32   | 35   | 36   | 37  | 40   | 42   | 41   | 40   | 36   | 33    | 31   | 42   |
| Средний суточный максимум, °C | 18   | 20   | 22   | 26   | 29  | 33   | 34   | 35   | 32   | 28   | 22    | 18   | 26   |
| Средняя температура, °C       | 12   | 13   | 16   | 20   | 23  | 27   | 28   | 28   | 25   | 20   | 15    | 12   | 20   |
| Средний суточный минимум, °C  | 6    | 7    | 10   | 14   | 17  | 21   | 22   | 22   | 19   | 13   | 8     | 6    | 14   |
| Абсолютный минимум, °C        | −13  | −12  | −7   | −1   | 4   | 10   | 15   | 12   | 4    | −2   | −8    | −9   | −13  |
| Норма осадков, мм             | 100  | 90   | 80   | 100  | 120 | 110  | 110  | 100  | 90   | 100  | 100   | 130  | 1290 |
| Источник: weatherbase.com     |      |      |      |      |     |      |      |      |      |      |       |      |      |

## Население
Согласно переписи населения 2010 года в городе проживало 8397 человек, было 2889 домохозяйств и 2035 семей. Расовый состав города: 70,3 % — белые, 13,3 % — афроамериканцы, 0,3 % — 
коренные жители США, 0,6 % — азиаты, 0 % (3 человека) — жители Гавайев или Океании, 13,4 % — другие расы, 2,1 % — две и более расы. Число испаноязычных жителей любых рас составило 23,2 %.
Из 2889 домохозяйств, в 38,4 % живут дети младше 18 лет. 50,3 % домохозяйств представляли собой совместно проживающие супружеские пары (22,9 % с детьми младше 18 лет), в 14,3 % домохозяйств женщины проживали без мужей, в 5,9 % 
домохозяйств мужчины проживали без жён, 29,6 % домохозяйств не являлись семьями. В 25,1 % домохозяйств проживал только один человек, 10,9 % составляли одинокие пожилые люди (старше 65 лет). Средний размер домохозяйства составлял 2,73 человека. Средний размер семьи — 3,28 человека.
Население города по возрастному диапазону распределилось следующим образом: 28,8 % — жители младше 20 лет, 27,5 % находятся в возрасте от 20 до 39, 30,2 % — от 40 до 64, 13,5 % — 65 лет и старше. Средний возраст составляет 34,9 года.
Согласно данным опросов пяти лет с 2012 по 2016 годы, медианный доход домохозяйства в Либерти составляет 51 399 долларов США в год, медианный доход семьи — 60 094 доллара. Доход на душу населения в городе составляет 25 201 доллар. Около 4,7 % семей и 10,3 % населения находятся за чертой бедности. В том числе 8,2 % в возрасте до 18 лет и 9,8 % старше 65 лет.

## Местное управление
Управление городом осуществляется мэром и городским советом, состоящим из 6 человек. Один из членов совета выбирается заместителем мэра.

## Инфраструктура и транспорт
Основными автомагистралями, проходящими через Либерти, являются:
- автомагистраль 90 США идёт с востока от Бомонта на юго-запад к Хьюстону.
- автомагистраль 146 штата Техас идёт с севера от Ливингстона на юг к пересечению с I-45 в районе Ла-Марка.

В городе располагается муниципальный аэропорт Либерти. Аэропорт располагает одной взлётно-посадочной полосой длиной 1159 метров. Ближайшим аэропортом, выполняющим коммерческие рейсы, является международный аэропорт Хьюстон Интерконтинентал. Аэропорт находится примерно в 55 километрах к востоку от Либерти.

## Образование
Город обслуживается независимым школьным округом Либерти.

## Экономика
Согласно финансовому аудиту за 2017-2018 финансовый год, Либерти владел активами на $92,96 млн, долговые обязательства города составляли $32,04 млн. Доходы города составили $31,91 млн, расходы города — $30,74 млн.

## Отдых и развлечения
В 1909 году прошла первая ярмарка округа. С 1939 года мероприятие получило статус выставки долины Тринити (англ. Trinity Valley Exposition).